# Гра Бальбо

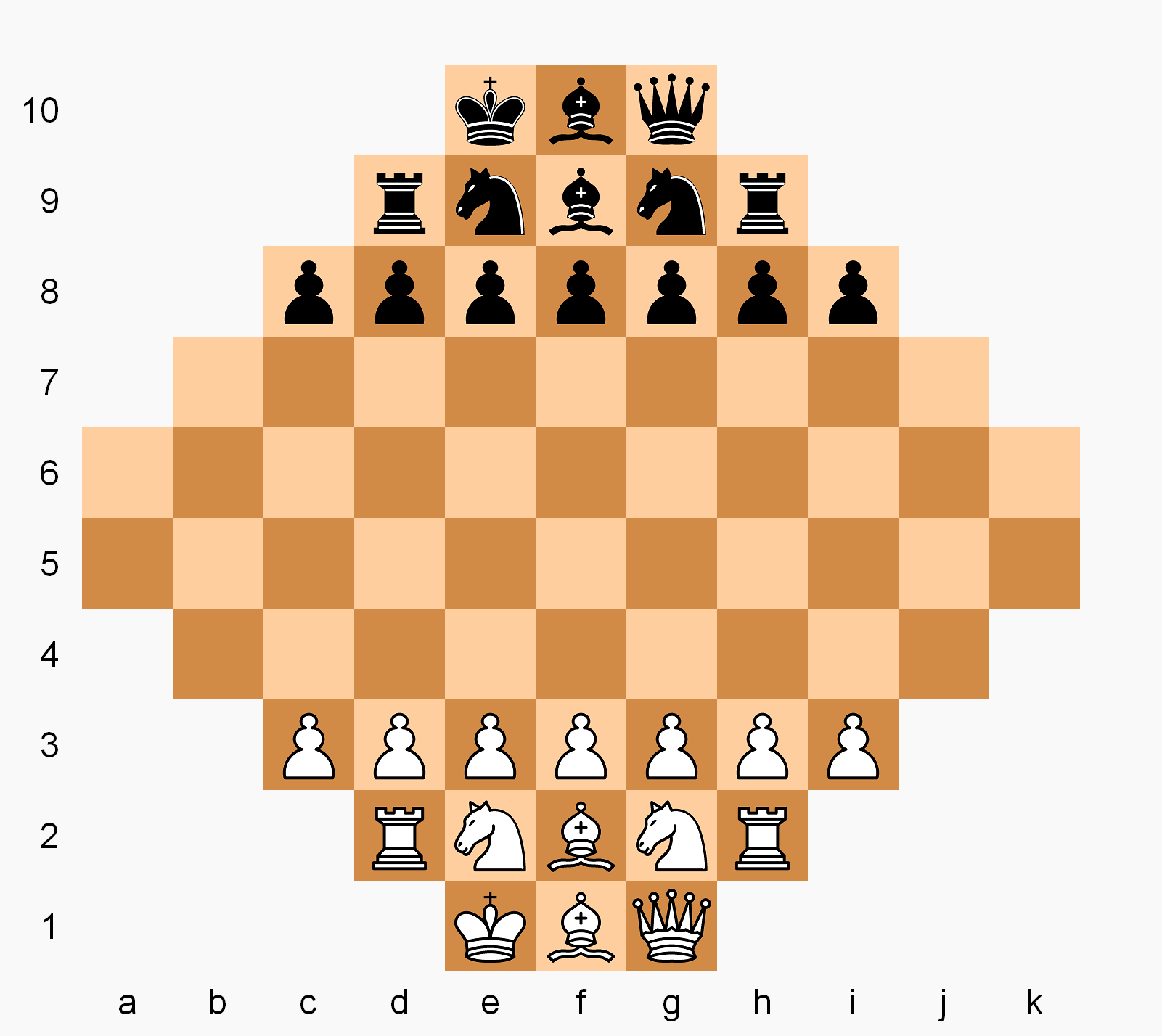
Гра Бальбо — вигляд шахівниці й початкового розташування

Гра Бальбо (англ. Balbo's Game) — варіант шахів, який винайшов М. Г. Бальбо 1974 року . Шахівниця має незвичну форму, що містить 70 квадратів. Кожний гравець має повний набір фігур зі звичайних шахів мінус один пішак.
Про цю гру писав журнал "Le Courrier Des Echecs" у вересні 1974.

## Правила гри
На діаграмі показане початкове розміщення фігур. Діють ті самі правила, що й у звичайних шахах, за винятком того, що не існує рокірування, а клітини для перетворення спеціально визначені:
- На кінцях вертикалей від d до h перетворення пішаків звичайне.
- На кінцях вертикалей c та i, пішаки можуть лише перетворитись на слона або коня.